# 胃肠动力药
胃肠动力药是一种通过增加平滑肌收缩的频率或强度來增强消化道移動性的药物。胃肠动力药用于治疗某些胃肠道不適的症狀，例如腹痛、腹部脹氣、便秘、胃灼熱、恶心和呕吐；以及某些胃肠道疾病，例如大腸激躁症、胃炎、胃轻瘫和功能性消化不良。